# Ньясе, Аламара Нтшия
Аламара Нтшия (Нчия) Ньясе (порт. Alamara Ntchia Nhassé; род. 2 июня 1957, Гвинея-Бисау) — государственный и политический деятель Гвинеи-Бисау. Работал премьер-министромом с 9 декабря 2001 по 17 ноября 2002 года. В настоящее время является председателем «Партии национального примирения», а ранее возглавлял «Партию социального обновления».

## Биография
По профессии агроном, является специалистом по сельскому хозяйству, прошедшим обучение на Кубе и в Советском Союзе. После того, как кандидат от «Партии социального обновления» Кумба Яла был избран президентом, Аламара Нтшия Ньясе был назначен министром сельского, водного, лесного и охотничьего хозяйства в правительстве, сформированном 19 февраля 2000 года. Позднее, в составе правительства, сформированного 25 января 2001 года, стал министром сельского хозяйства и рыболовства. При премьер-министре Фауштину Фудут Имбали стал министром внутренних дел после того, как Артур Санья был уволен 29 августа 2001 года. 
После того, как Фауштину Имбали также был уволен, Ньясе сменил его на должности премьер-министра 9 декабря 2001 года. 15 января 2002 года на съезде «Партии социального обновления» был избран председателем. Затем правительственный кризис положил конец его пребыванию в должности и вынудил его распустить правительство. 15 ноября 2002 года Аламара Ньясе ушел с должности председателя «Партии социального обновления», а два дня спустя Мариу Пиреш был назначен следующим премьер-министром.
На президентских выборах 2005 года поддержал кандидатуру Жуана Бернарду Виейры. После избрания президентом Виейры, Аламара Ньясе призвал Карлуша Жуниора Гомиша уйти в отставку с должности премьер-министра. Карлуш Жуниор Гомиш потерял парламентское большинство после того, как 14 из 45 делегатов от «Африканской партии независимости Гвинеи и Кабо-Верде» (ПАИГК) покинули партию. В настоящее время Аламара Ньясе является председателем «Партии национального примирения», которая на парламентских выборах 2008 года не получила ни одного места в парламенте.